# Proves de caixa blanca
Les proves de caixa blanca (en anglès white box testing, clear box testing, glass box testing, transparent box testing o structural testing) són un tipus de proves de programari que utilitzen una visió del sistema per a dissenyar els casos de prova basant-se en l'estructura interna. Requereix coneixements de programació per a identificar les diferents opcions o camins del mòdul, funció, etc. L'enginyer de proves selecciona les entrades dels casos de prova per aconseguir provar totes les diferents opcions del codi i determinar la sortida apropiada. Com que les proves es basen en l'actual implementació, si la implementació canvia les proves segurament requeriran una modificació per a seguir sent vàlides.
En proves de maquinari elèctric, cada node del circuit s'hauria de provar i mesurar; un exemple, aquest cas, són les proves ICT.
Les proves de caixa blanca són aplicables als nivells de proves unitàries, d'integració i de sistema del procés de proves de programari, i normalment s'apliquen al primer dels nivells. Normalment es proven els camins dins la unitat (funció, mòdul, classe, etc.), però també es proven els diferents camins entre unitats durant la integració i entre subsistemes durant les proves de sistema.
Encara que aquest mètode de disseny de proves pot cobrir un gran nombre de casos de prova, pot ser que no sigui capaç de detectar parts incompletes de les especificacions o requisits que falten, però l'enginyer de proves pot estar segur que tots els camins a través de l'objecte de prova s'han executat.
Típicament, la tècnica de disseny de proves de caixa blanc inclou:
- Proves de flux de control
- Proves de flux de dades
- Proves de branques
- Proves de camins